# 転がる香港に苔は生えない
『転がる香港に苔は生えない』（ころがるほんこんにこけははえない）は、星野博美の著書。
旅行記『謝々！ チャイニーズ』に次ぐ中国関連著作の2作目である。1997年に中国に返還された香港に2年住み、そこに暮らす人々を描いた。第32回大宅壮一ノンフィクション賞受賞作。

## おもな登場人物
私
大学3年生の1986年に、1年間香港中文大学へ交換留学。この時から、返還日である1997年7月1日に、香港にいることだけは決めていた。
長期滞在のビザのため、語学留学の形にし、1996年8月に香港へ。1996年12月から1998年10月まで、深水埗鴨寮街198号唐三楼B房に入居。
シェリー（その夫はレイモンド）
深水埗の魚屋の娘。中文大学時代の同僚。私が9年間連絡をとっていた唯一の友人。1985-6年に慶応大学に交換留学。このとき独居の味を覚え、家族との同居がいやになった。今はソーシャルワーカー。返還バブルにうまく乗って大埔駅の27階に夫婦2人暮らし。レイモンドはシェリーの一年先輩で、社会福利署の役人。
「香港って老後の保障が何もないでしょ？働けなくなったら、自分を守ってくれるものは不動産しかないのよ。」 — 「旧友との再開」から
阿強（その妻は梅芳）
九龍城寨育ち。中文大学の同級生。カナダで5年就労後香港に帰った。カナダでいろんな仕事をしたが、カナダよりも香港にいたほうがよかったと後悔している。現在は日本の工業用機械部品を東南アジア各国で販売。観塘の公共団地で母親と同居。
「俺はカナダには行ってみたいから行った。政治的意味なんか何もない。第一、なんで俺が共産党を恐れなきゃならない？俺には共産党を恐れなきゃならない理由なんて一つもない。全然恐くないね」　（中略）・・・そんなことを聞いた覚えはない。挑発に乗ってしまった彼は、結局最後に本音を洩らしてしまった。 — 「中文大学の同窓会」から
文道
15歳まで台北で育つ。香港ではじめて言論の自由を体験。中文大学哲学科大学院3年生。家族はアメリカへ移民。本人は親と暮らすのはもうこりごり。「新報 （香港）」「明報」などの新聞のコラムニストその他、仕事が多く、勉強する暇がない。
「香港人のいう『自由』は、経済活動が自由にできて、好きな所に行けて、食卓で好き勝手に意見をいえること。投票権がないとか公に意見がいえないとか、そんなことは自分の自由とは関係ないんだ。」 — 「世界市民」から
ルビー
荃灣の団地育ち。紅磡の茶餐庁で出前を担当。これまで大工、塗装、内装工事、トラック運転手をした。住宅の工夫について世話になる。テレビも元々は彼女のもの。
ルビーに相談する。「中古テレビが買いたいけど、どこで買ったらいいだろう？」「あんたのアパートの下にいくらでも売ってるだろう。でもあんな所で買うのは金を捨てるようなもんだ。あれはもともとゴミなんだから・・・あたしが何とかしてみよう。心当たりがある」 — 「人脈という魔法」から
利香（その夫は阿波）
学校で知り合った日本人。阿波が日本の中央大学に留学に来ていた1989-1995年に知り合い、帰国直前に結婚。1996年に香港へ。将軍澳で阿波の家族と同居。会社や学校に行くときは、黒のシャツに黒のロングスカートというキャリアウーマン風。阿波は日系企業勤務。2人で返還翌月に粉嶺にマンションを買ったが、返還バブルの崩壊で値崩れして後悔。
「東京って、金はなくても質の高い生活っていうものが成立したよね。金がないことを卑屈に感じることもなかった。（中略）香港じゃ、貧乏はただの貧乏で、精神なんて関係ないもの」  貧乏人に理屈をこねる資格はない － 私が香港で感じた違和感はそれだった。 — 「清貧の挫折」から
劉さん（その娘は肖連）
広東省出身。先に香港に渡航していた20歳年上の尹（ゆん）さんと25歳で結婚。しかし一年のほとんどは香港と広東に別居で、夫のことはよく知らなかった。15年後に夫は香港で死去。劉さん母子に転居許可が出て、香港に来たのはその2年後だった。清掃業。4畳半で母子3人暮らし。肖連は読書を好み無口な色白娘。
「香港は大陸よりいいよ。住む所は狭いし生活は緊張してるけど、いろんな物があるし、やっぱりいい所だと思う。」 — 「移民の街の『新移民』」から